# Trampa de Tucídides
La trampa de Tucídides és, en matèria de relacions internacionals, una situació històrica que veu una potència dominant entrar en guerra amb una potència emergent, empesa per la por que desperta en la primera l'aparició de la segona. Es tracta d'un concepte popularitzat per Graham T. Allison, però no compta amb el consens acadèmic.

## Història

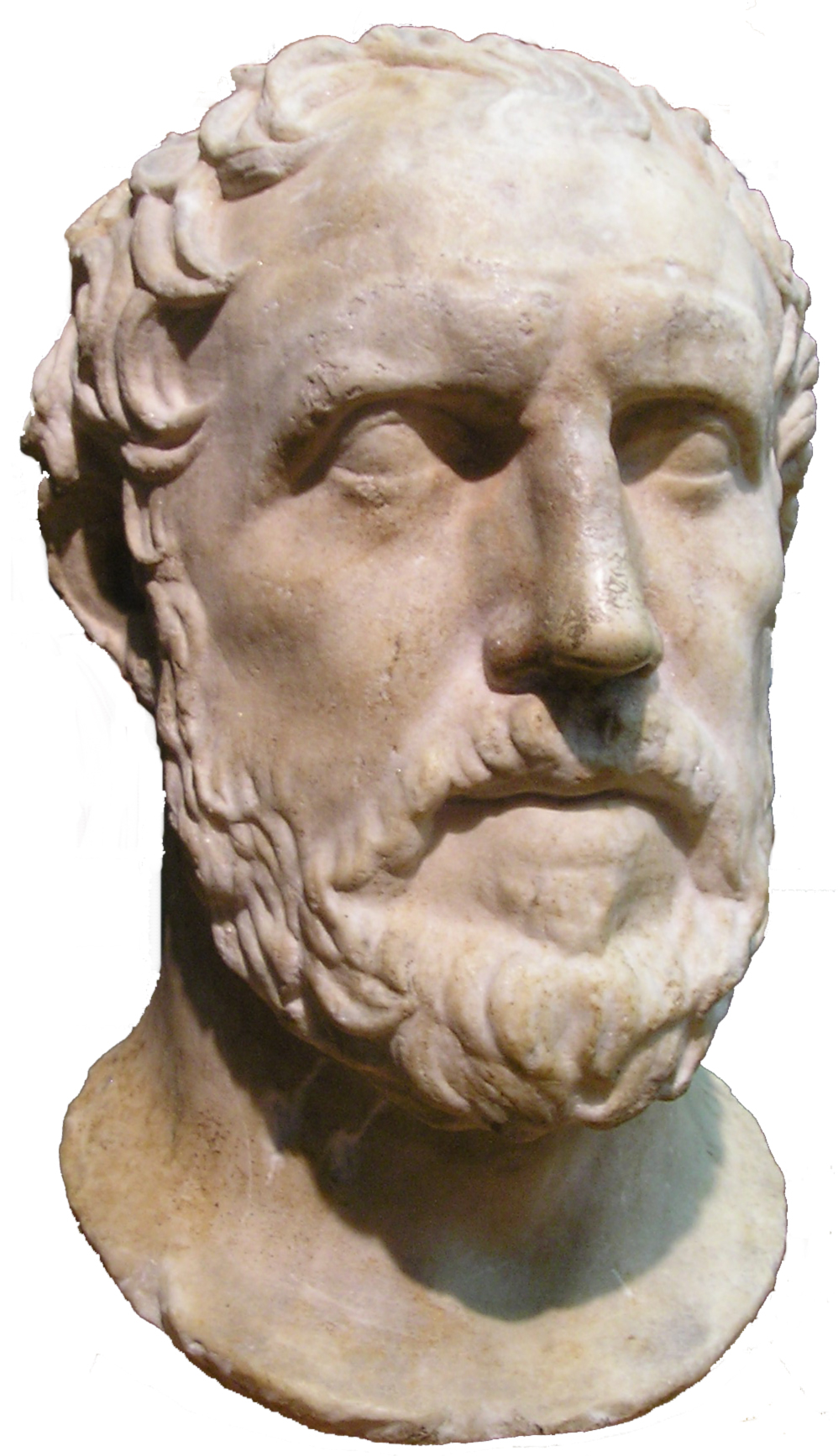
Bust de Tucídides, Museu Reial d'Ontario

Aquest concepte polemològic va ser creat per Graham T. Allison en referència a un passatge de la Guerra del Peloponnès en el qual Tucídides considera com un casus belli important, tot i que no reconegut, la preocupació que en aquella guerra  van desenvolupar els lacedemonis tot assenyalant el ràpid desenvolupament d'Atenes.

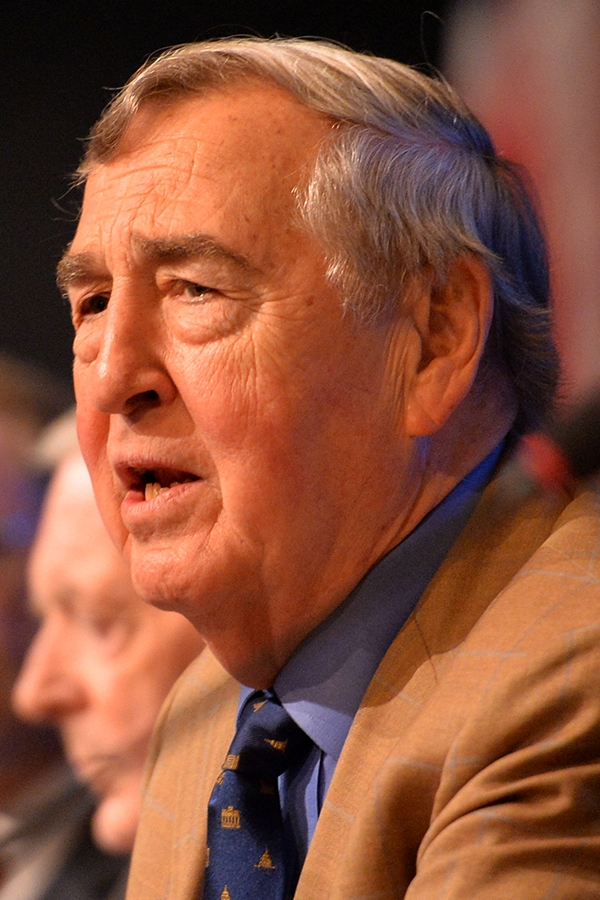
Professor Graham T.Allison

Per a l'especialista nord-americà, la història del món des d'aquest antic conflicte està plena de xocs armats desencadenats per la paranoia d'un actor consolidat davant l'hibridisme d'un nou rival i considera que els Estats Units i la Xina, a causa del desenvolupament d'aquest darrer, ja es troben, a principis del segle XXI, compromesos amb un pendent quasi inevitable que els portarà a mesurar-se militarment. El professor Alison desenvolupa la seva teoria al llibre Destined for war: can America and China escape Thucydides's trap?, i també exposa el seu pensament i el concepte en qüestió durant una xerrada de TEDx titulada "La guerra entre la Xina i els Estats Units és inevitable?".

## Crítica
Autors com Joseph S. Nye critiquen la base mateixa del concepte assenyalant que 12 dels 16 casos enumerats no corresponen a la definició de potència dominant que declara la guerra a una potència emergent.
Per exemple, a la guerra del Peloponès, els espartans declaren la guerra després d'una acció militar d'Atenes (el setge de Potidea). Així que no va ser només l'ascens d'Atenes el que va provocar la guerra.